# Milești, Nisporeni
Milești este un sat din raionul Nisporeni, Republica Moldova. Este situat în partea de nord-vest a raionului, la 25 km de Nisporeni.
În preajma satului este amplasată rezervația peisagistică Cazimir–Milești. La marginea de sud-est se află un parc, monument de arhitectură peisagistică.

## Administrație și politică
Componența Consiliului local Milești (11 consilieri), ales la 5 noiembrie 2023, este următoarea:
|  | Partid                                        | Consilieri | Componență | Componență | Componență | Componență |
|  | --------------------------------------------- | ---------- | ---------- | ---------- | ---------- | ---------- |
|  | Partidul Dezvoltării și Consolidării Moldovei | 4          |            |            |            |            |
|  | Partidul Acțiune și Solidaritate              | 3          |            |            |            |            |
|  | Partidul Nostru                               | 1          |            |            |            |            |
|  | Partidul Social Democrat European             | 1          |            |            |            |            |
|  | Candidat independent SERGIU CERNĂUȚANU        | 1          |            |            |            |            |
|  | Partidul Socialiștilor din Republica Moldova  | 1          |            |            |            |            |

## Cultură
În satul Milești funcționează o bibliotecă publică.

## Personalități născute aici
- Valentin Petic (n. 1999), luptător sportiv.

## Galerie de imagini

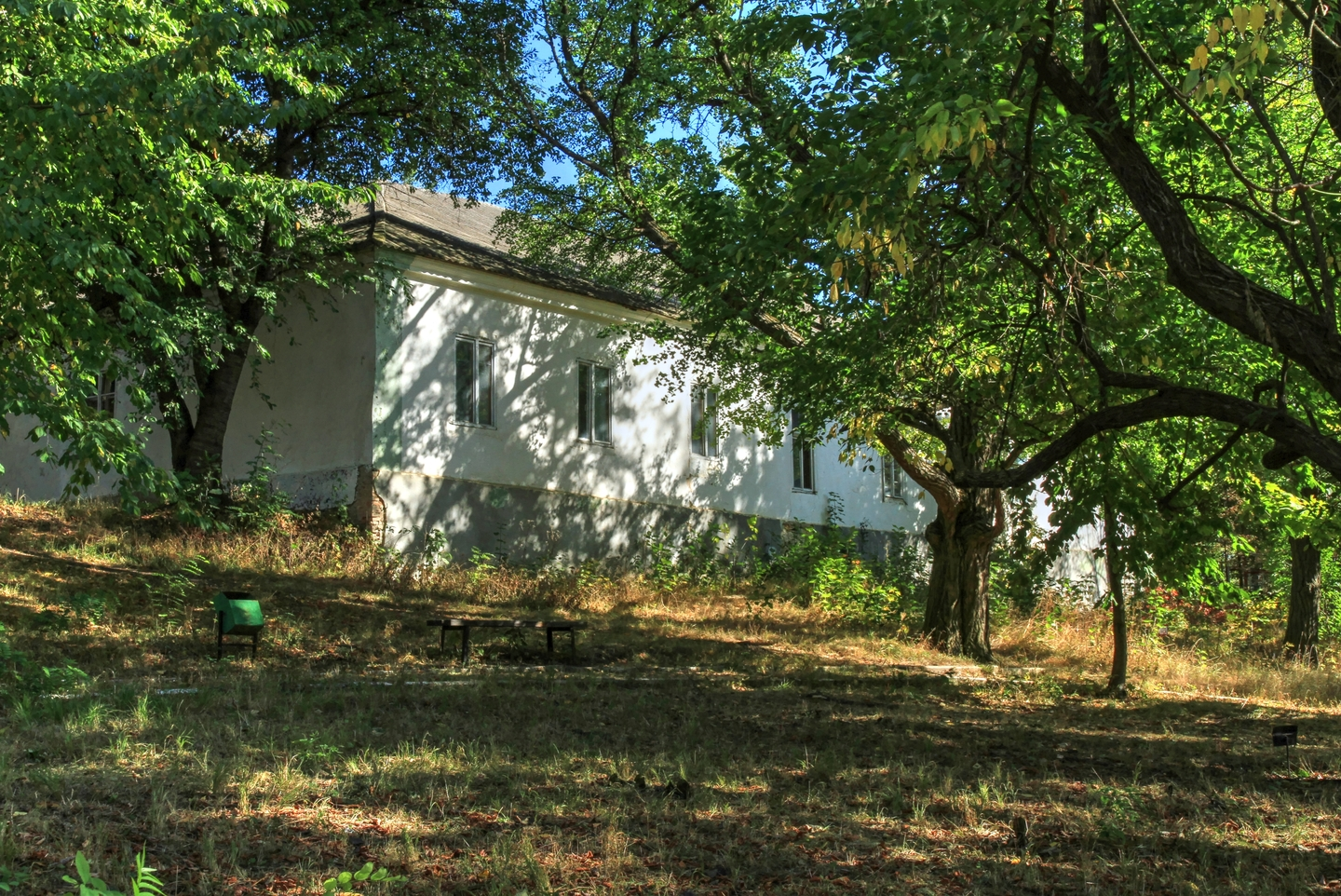
Conacul
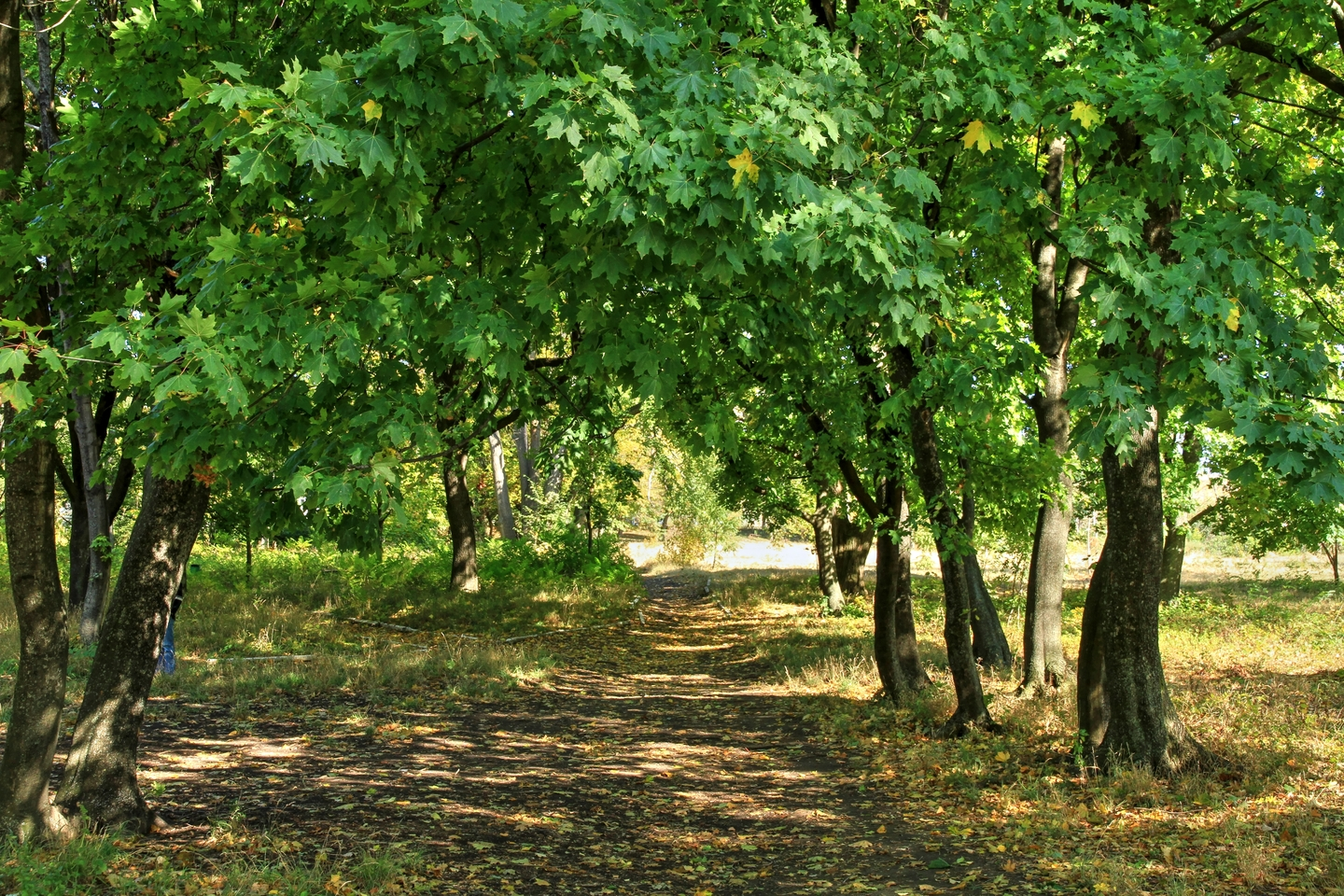
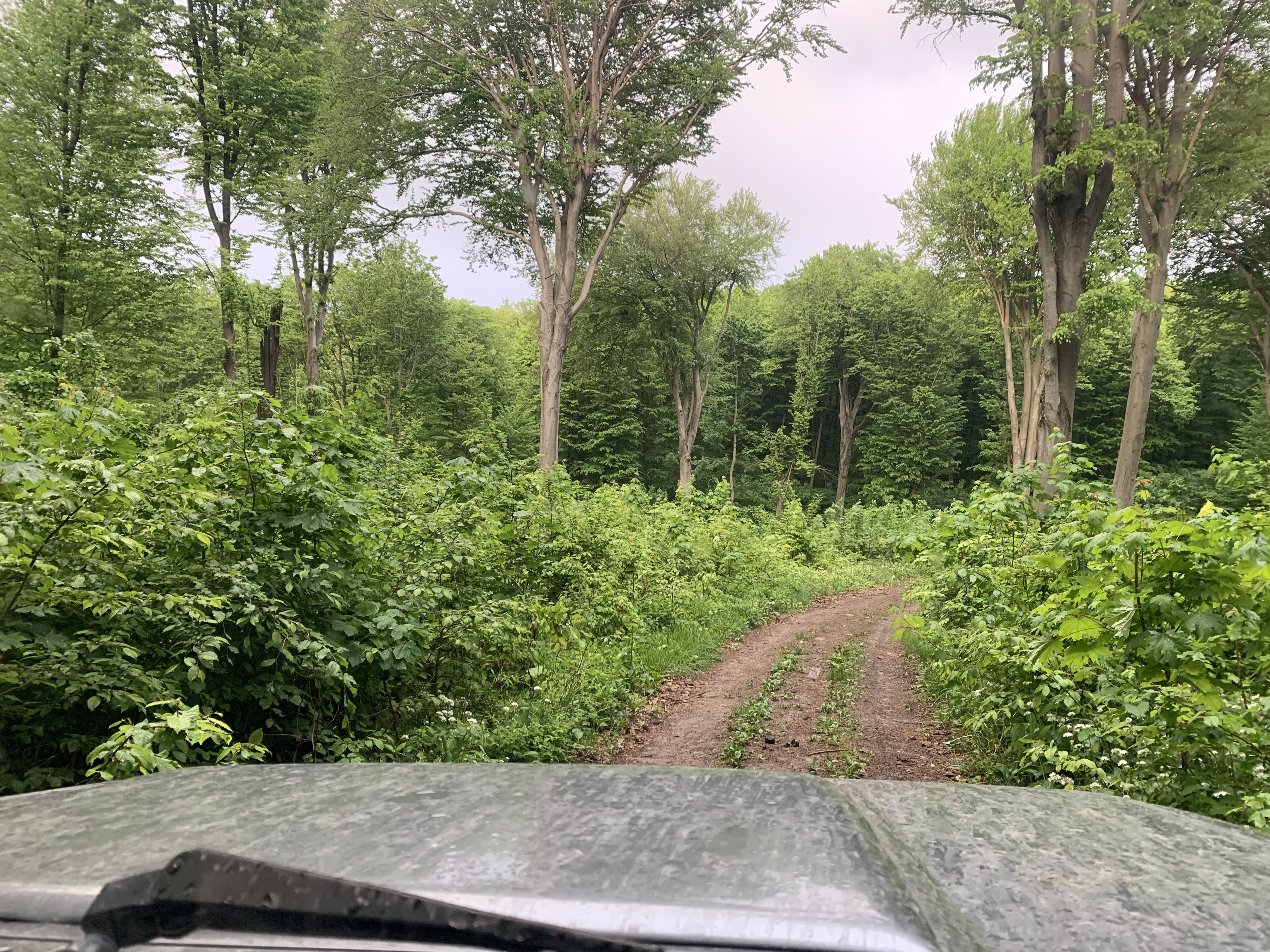
Rezervația peisagistică Cazimir–Milești, situată la periferia estică a localității.